# SSE2
As extensões SSE2 foram introduzidas no processador Intel Pentium 4, lançado em Novembro de 2000. Apresentam 144 novas instruções destinadas ao processamento de dados empacotados nos registos XMM. As novas instruções incluem funcionalidades para tratamento de novos tipos de dados como os números de vírgula flutuante de dupla precisão e os inteiros (doubleword ou quadword). As funcionalidades de tratamento de inteiros introduzidas na tecnologia MMX foram agora estendidas a dados empacotados de 128 bits, duplicando potencialmente a capacidade de processamento de dados deste tipo.